# رودي ماكدويل
رودي ماكدويل (بالإنجليزية: Roddy McDowall)‏ هو مصور وممثل تعبيري وكاتب سيناريو ومخرج وممثل بريطاني، ولد في 17 سبتمبر 1928 بلندن في المملكة المتحدة، وتوفي في 3 أكتوبر 1998 في الولايات المتحدة بسبب سرطان الرئة. بدأ مشواره المهني سنة 1938، ومن الجوائز التي نالها جائزة توني لأفضل ممثل في مسرحية ‏ سنة 1960.

## أعمال

### أفلام
- (1941) كم كان واديي مخضرا
- (1942) المزمار
- (1948) ماكبث
- (1958) الدولة الكبيرة
- (1962) أطول يوم[7][8]
- (1963) كليوباترا[9][10][11]
- (1968) كوكب القردة[12][13]
- (1972) مغامرة بوسيدون[14][15][16]
- (1982) شر تحت أشعة الشمس
- (1985) أليس في بلاد العجائب

### مسلسلات
- باتمان

## جوائز
- جائزة توني لأفضل ممثل في مسرحية [الإنجليزية]‏ (1960)

## وصلات خارجية
- رودي ماكدويل على موقع IMDb (الإنجليزية)
- رودي ماكدويل على موقع روتن توميتوز (الإنجليزية)
- رودي ماكدويل على موقع ألو سيني (الفرنسية)
- رودي ماكدويل على موقع ميوزك برينز (الإنجليزية)
- رودي ماكدويل على موقع تيرنر كلاسيك موفيز (الإنجليزية)
- رودي ماكدويل على موقع أول موفي (الإنجليزية)
- رودي ماكدويل على موقع قاعدة بيانات برودواي على الإنترنت (الإنجليزية)
- رودي ماكدويل على موقع قاعدة بيانات برودواي على الإنترنت (الإنجليزية)
- رودي ماكدويل على موقع قاعدة بيانات الأفلام السويدية (السويدية)
- رودي ماكدويل على موقع إن إن دي بي (الإنجليزية)